# Beatrice de Vermandois
Beatrice de Vermandois (n. cca. 880 – d. după 26 martie 931) a fost soția regelui Robert I al Franței. Se consideră de către o parte dintre istorici că ar fi fost sora contelui Herbert al II-lea de Vermandois. Nicio sursă contemporană nu precizează explicit că Heribert al II-lea și Beatrix au fost copiii contelui Herbert I, iar specialiștii nu au căzut de acord asupra probabilității acestei relaționări.

## Căsătorie și urmași
Beatrice s-a căsătorit în 895 cu Robert (d. 923), pe atunci marchiz de Neustria, care va deveni ulterior rege al Franței, în 922. Cei doi au avut doi copii:
- Richilda de Franța
- Hugo cel Mare, duce al francilor, care va fi tatăl regelui Hugo Capet.